# Appleseed Ex Machina
Appleseed Ex Machina (アップルシード-エクスマキナ?) è un film d'animazione del 2007 diretto da Shinji Aramaki.
Il film, prodotto da John Woo, è il secondo di una trilogia tutta diretta da Aramaki, iniziata col film Appleseed nel 2004 e completata nel 2014 con Appleseed Alpha.

## Trama
È passato diverso tempo dagli eventi del primo film. Deunan e Briareos hanno continuato a difendere la città di Olympus con la ESWAT. In una missione Briareos è rimasto ferito e per tal ragione viene ricoverato in ospedale. Pertanto a Deunan viene affiancato un nuovo compagno, un biodroide di nome Tereus, il quale somiglia in tutto e per tutto a Briareos prima che diventasse un cyborg, poiché è stato creato utilizzando buona parte del suo DNA. Deunan vive con difficoltà l'accoppiamento con Tereus e il disagio si amplifica quando Briareos viene dimesso dall'ospedale. Nel frattempo una nuova minaccia colpisce Olympus.

## Produzione
Il film, come il precedente, è stato realizzato in computer grafica ma con una definizione migliore grazie a un uso minore della tecnica del cel-shading e all'utilizzo del motion capture.
La stilista italiana Miuccia Prada ha realizzato per il film due costumi, entrambi indossati dalla protagonista Deunan Knute.